# Povidov, Cernihiv
Povidov (în ucraineană Повідов) este un sat în comuna Dniprovske din raionul Cernihiv, regiunea Cernihiv, Ucraina.

## Demografie
Componența lingvistică a localității Povidov
     Ucraineană (97,66%)
     Rusă (2,34%)
Conform recensământului din 2001, majoritatea populației localității Povidov era vorbitoare de ucraineană (97,66%), existând în minoritate și vorbitori de rusă (2,34%).